# 林忠五郎
林 忠五郎（はやし ちゅうごろう）は、幕末の水戸藩士。

## 略伝
水戸藩士・林正清の子。文久3年（1863年）、水戸藩主徳川慶篤の上洛に随行、水戸藩・一橋家警衛世話役として京に滞在し、禁門を守衛する。
当時は公武合体派諸侯の中心人物が一橋慶喜であり、その仲介実行役で攘夷派を駆逐しようと図っていたのが一橋家家老並平岡円四郎と見られていた。元治元年6月16日、江幡広光ら数名とともに、平岡を京都町奉行所与力長屋（千本組屋敷）外で斬殺した。
平岡は即死だったが、一橋家使役家人川村恵十郎により、江幡広光とともに殺された。

## 登場作品
- 青天を衝け（2021年 NHK大河ドラマ　演：丸山敦史）